# Quartier réservé (Marseille)
 (mai 2024).

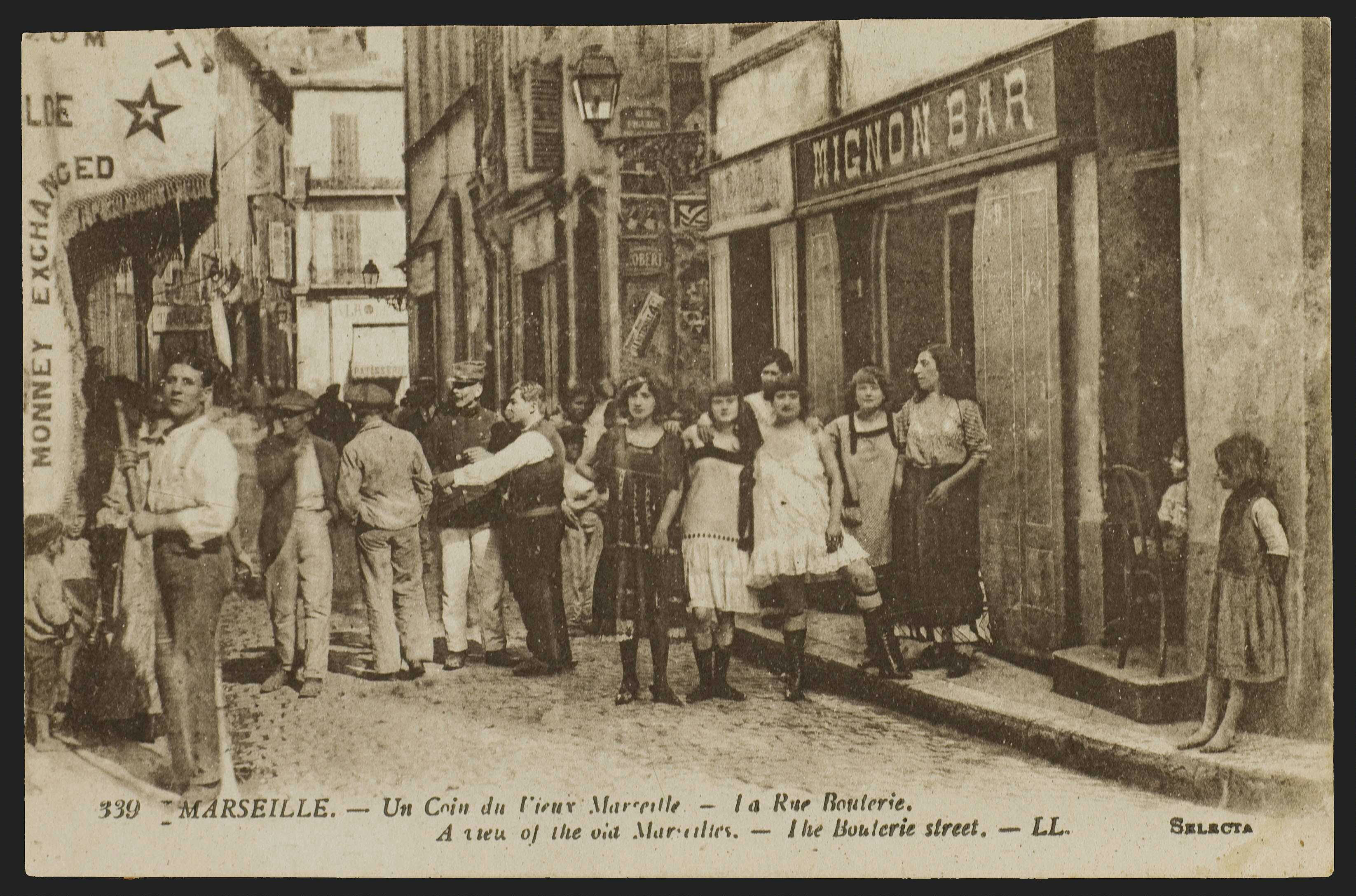
Prostituées devant le Mignon Bar de la rue Bouterie

Le Quartier réservé était l'ancien quartier de la prostitution légale de Marseille. Il fut créé officiellement le 13 octobre 1878 par arrêté municipal, et fonctionna jusqu'en février 1943, date de sa destruction par les nazis.
Le Quartier réservé était situé sur la rive nord du Vieux-Port, dans le quartier Saint-Jean aujourd'hui disparu, derrière l'Hôtel-de-Ville. Il formait un rectangle irrégulier d'environ 250 mètres sur 130 mètres, soit 32 500 m2, regroupant une quinzaine de rues et ruelles. On y dénombrait 5 000 habitants et 90 établissements de prostitution, où officiaient entre 500 et 1 000 prostituées.
Sa clientèle était constituée principalement de marins au long cours et de soldats en transit, mais aussi de touristes internationaux, d'artistes, de peintres et d'écrivains. Le quartier était connu pour son cosmopolitisme, brassant des populations venues du monde entier, tout particulièrement du bassin méditerranéen et de l'empire colonial français. Il souffrait d'une très mauvaise réputation, tant au niveau local qu'international, et on y recensa plus de 300 meurtres au cours de son histoire, véritable record dans l'histoire du crime marseillais.
On considère que c'est dans ses ruelles que le milieu marseillais est né, au début du XXe siècle.
Le Quartier réservé fut par ailleurs mis en scène dans des dizaines d’œuvres entre 1878 et 1943 (romans, nouvelles, peintures, films, poèmes, pièces de théâtre, photographies...), par des auteurs aussi variés que Marcel Leprin, Jean Cocteau, Alphonse Allais, Pierre Mac Orlan,,,,,, Raoul Dufy, Albert Marquet, Jean Genet, Maurice Tourneur, Albert Londres, Guy de Maupassant, Walter Benjamin, ou Simone de Beauvoir.
Entièrement rasé par les nazis en février 1943 pendant l'opération Sultan, aucune rue du Quartier réservé ne subsiste aujourd'hui.

## Origine du nom
L'expression « quartier réservé » était, aux XIXe et XXe siècles, un terme générique désignant les rues d'une ville réservées à la prostitution.
En France, le premier quartier de ce type à avoir été créé est celui de Bordeaux, Mériadeck, en 1838. Une dizaine d'autres créations administratives suivirent dans tout le pays (Brest, Nantes, Toulon, Lorient, Aix-en-Provence, Montpellier, Sète...) ainsi que dans les colonies (Casablanca, Tunis, Beyrouth, Oran, Alger...). D'autres quartiers fonctionnant sur le même système existaient également à l'étranger, comme Storyville à la Nouvelle-Orléans ou Yoshiwara à Tokyo.
A Marseille, le Quartier réservé était généralement appelé « les Brics » ou « le quartier des Brics » par les habitants du Vieux-Port, le terme « bric » signifiant « maison close » en argot de l'époque. On parlait aussi du quartier « Derrière-la-Mairie », pour éviter de nommer l'activité qui s'y déroulait.
Plus récemment, les écrivains ont pris l'habitude de renommer le quartier « La Fosse », reprenant le surnom que lui avait donné l'auteur afro-américain Claude McKay dans son roman autobiographique Banjo, paru en 1931.

## Galerie photographique
Le Quartier Réservé de Marseille a été énormément photographié au cours de son histoire, principalement après la Première Guerre mondiale, donnant lieu à des centaines d'images, publiées notamment sous forme de cartes postales, mais aussi dans les magazines, les journaux, et dans divers ouvrages spécialisés (comme le Marseille Curieux de Pierre d'Agramon, véritable guide touristique du quartier, publié en 1922).

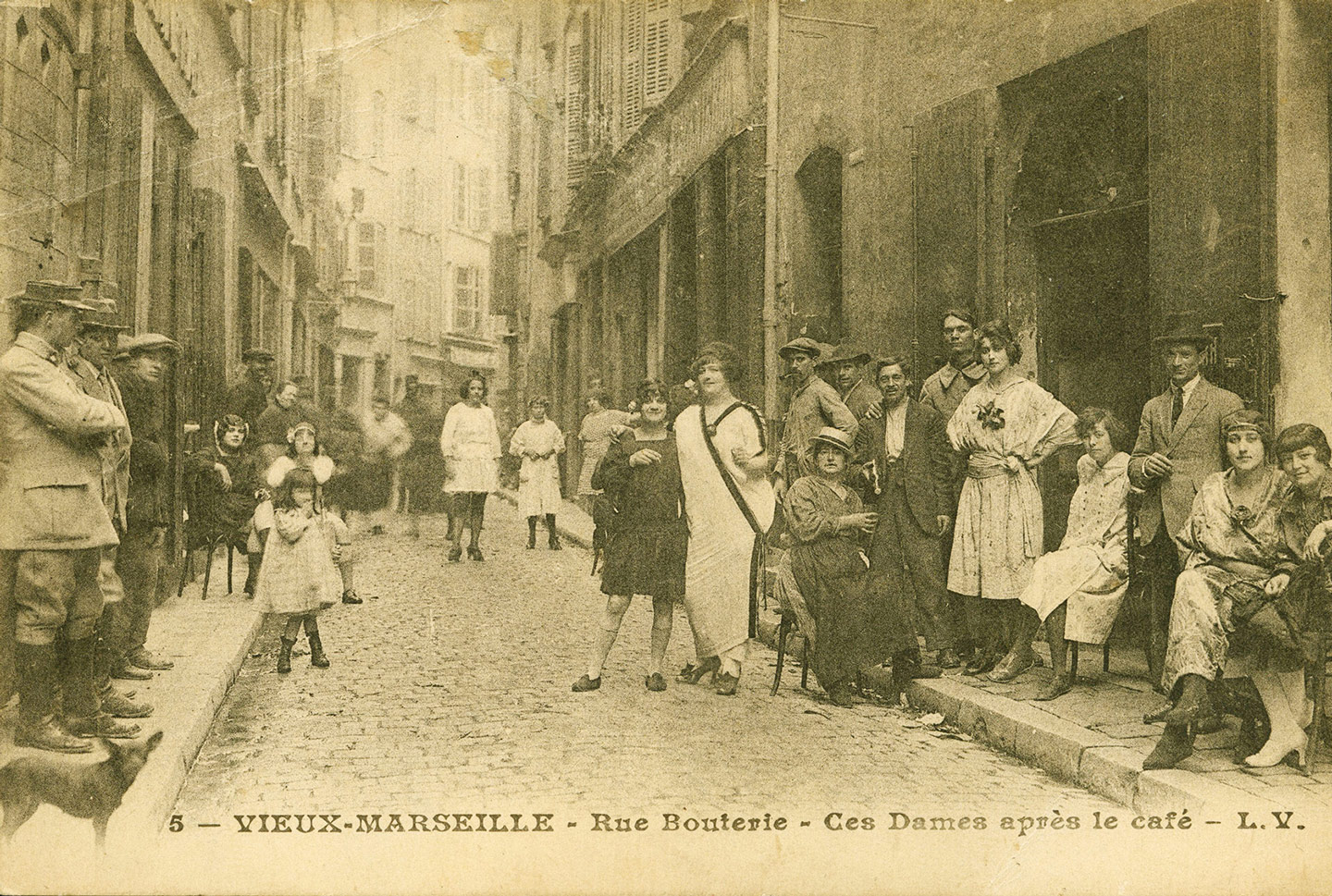
La rue Bouterie vers 1920
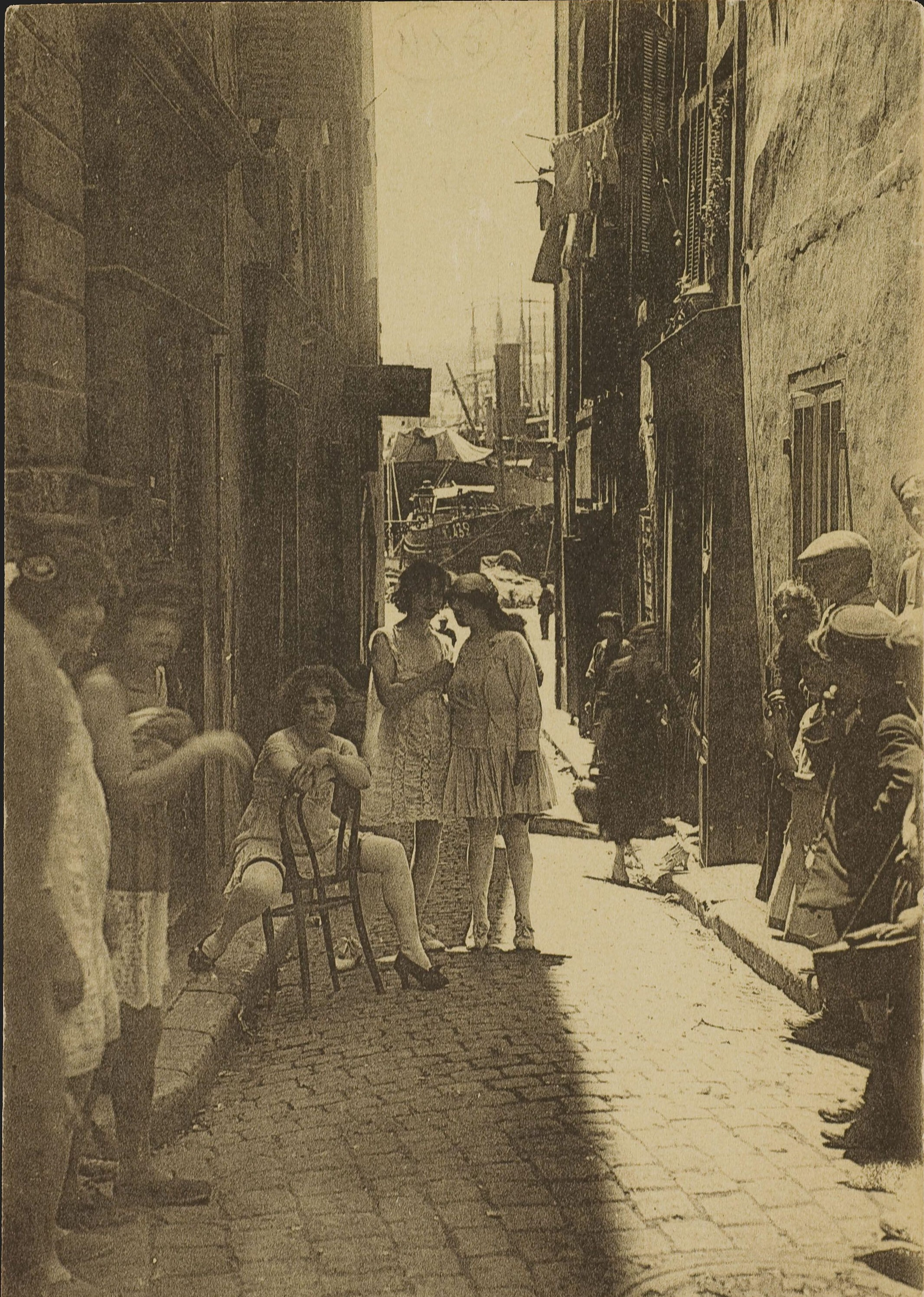
Rue Coin-de-Reboul
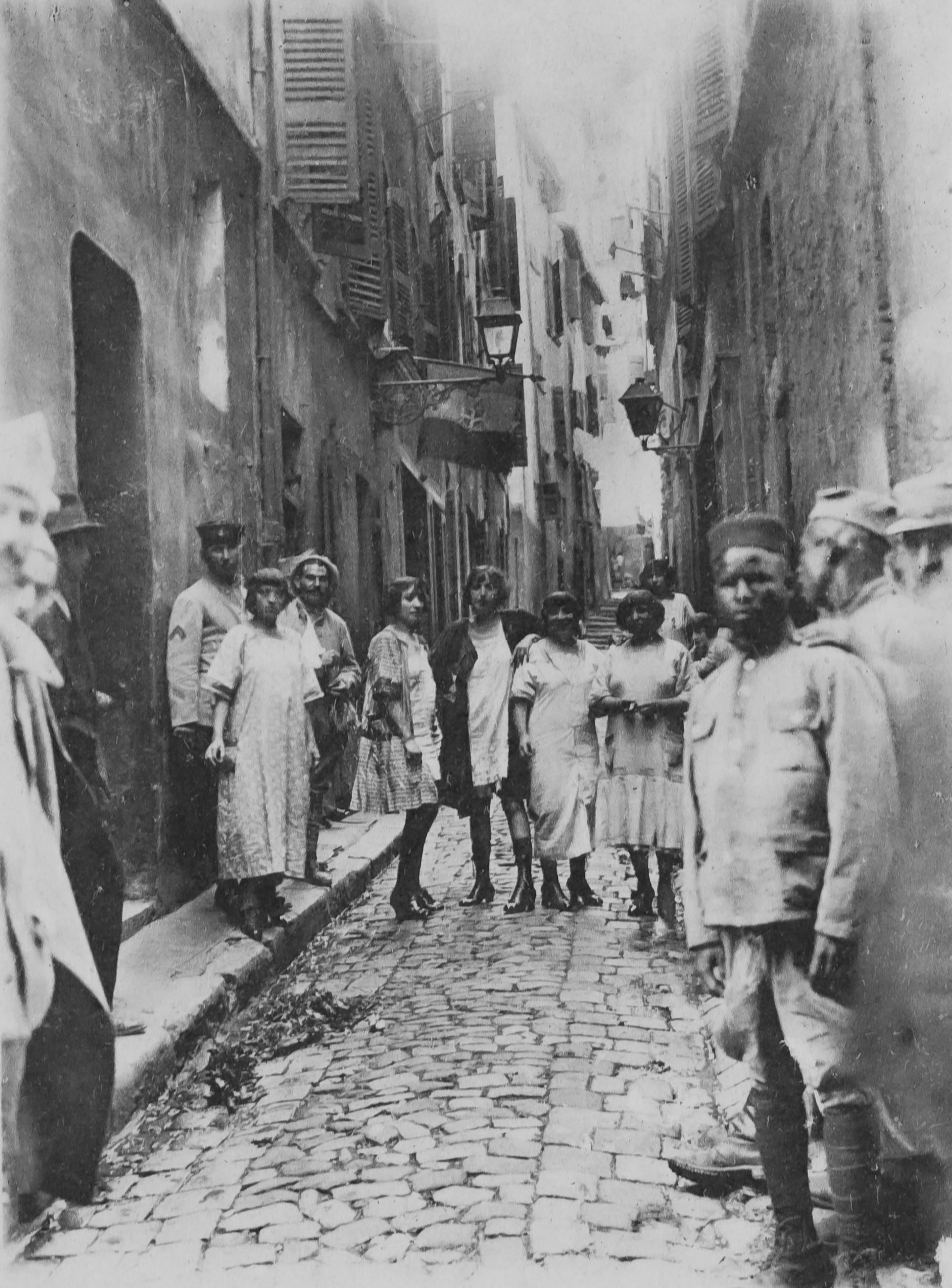
Rue Lanternerie
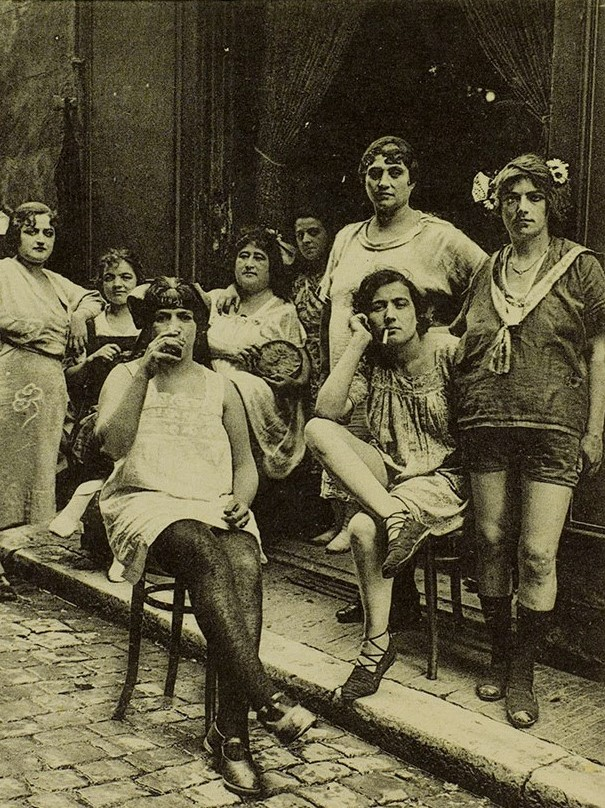
Prostituées et travestis du Quartier Réservé
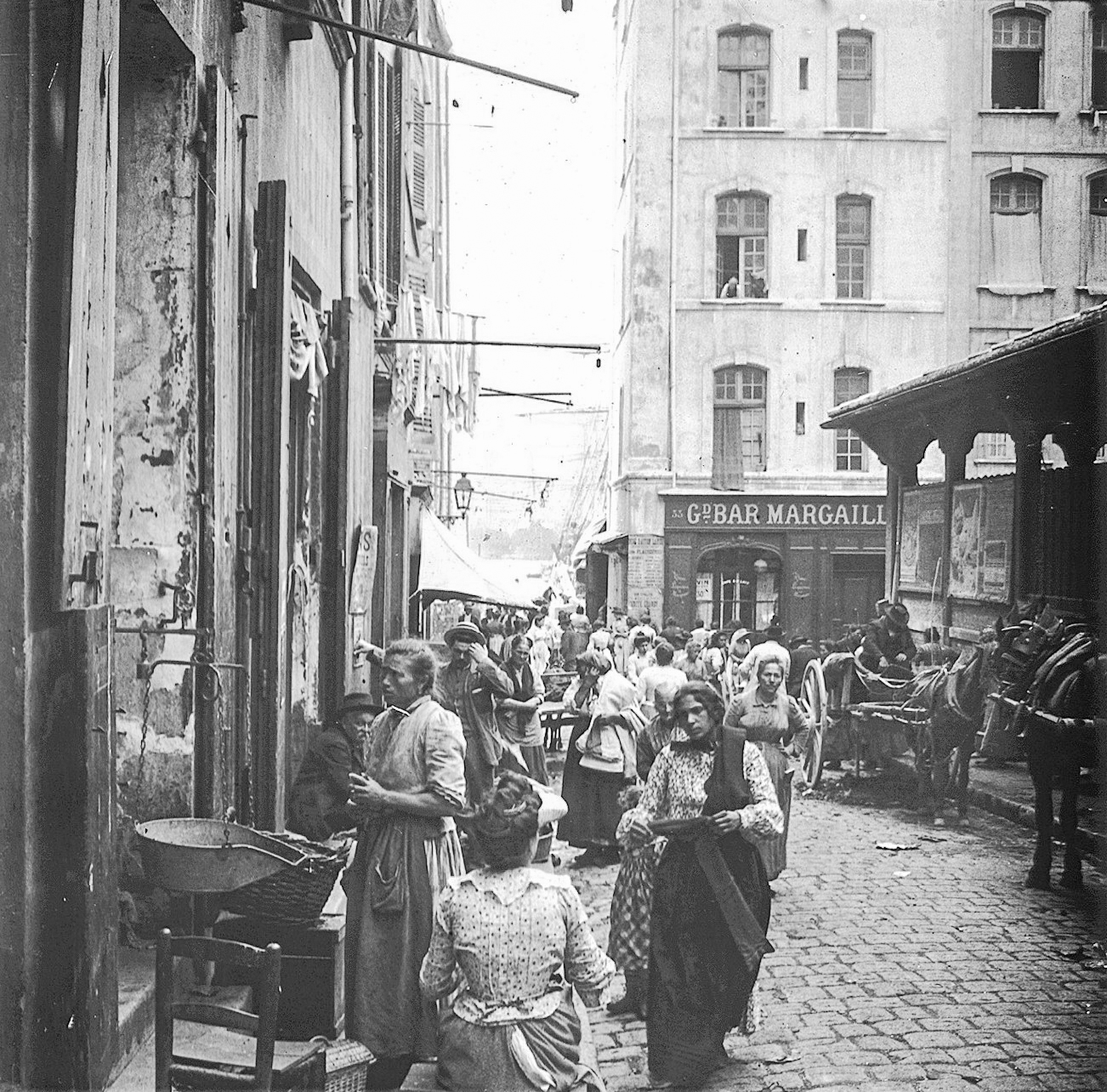
La place Vivaux vers 1900
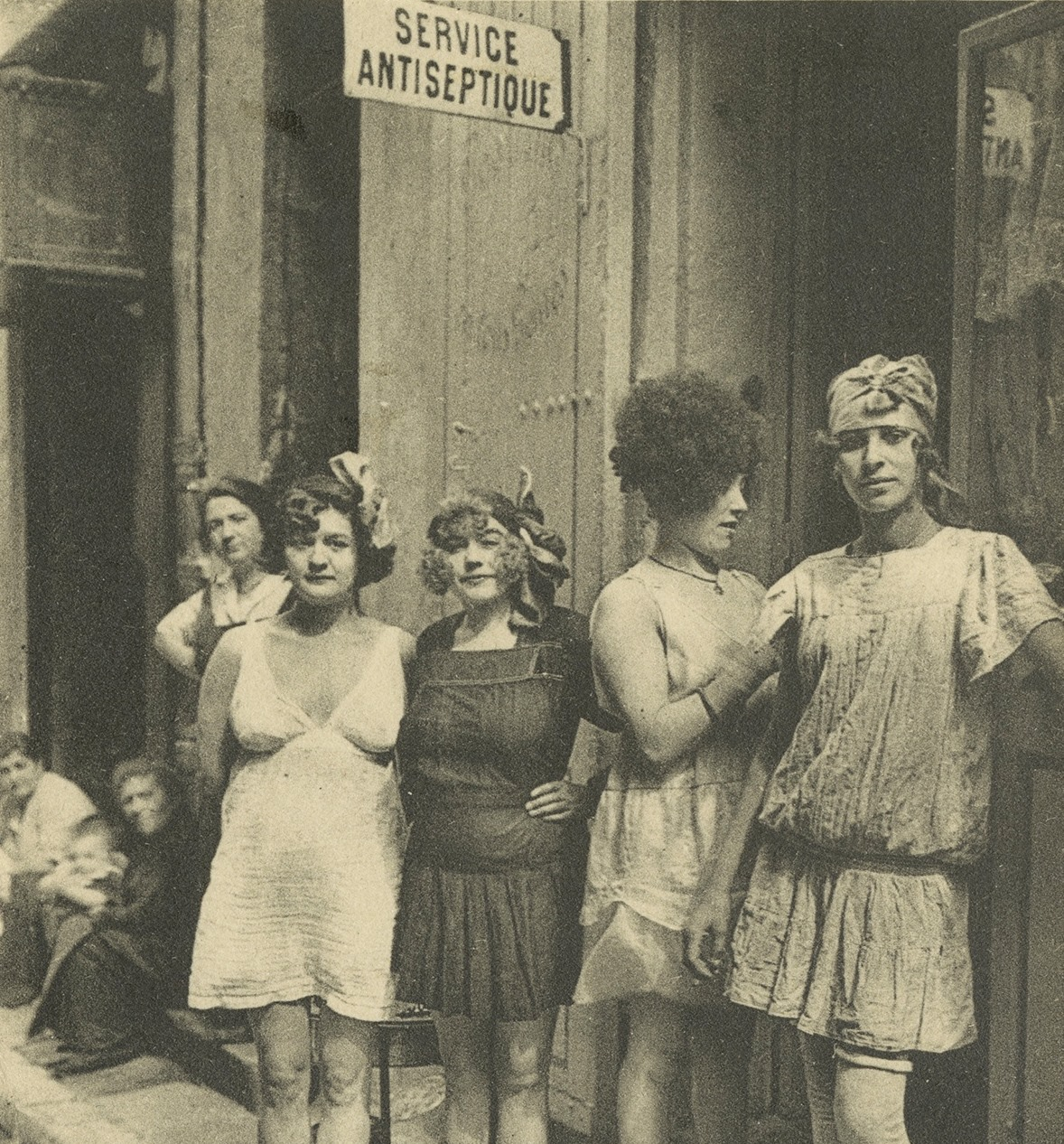
Prostituées dans la rue Caisserie
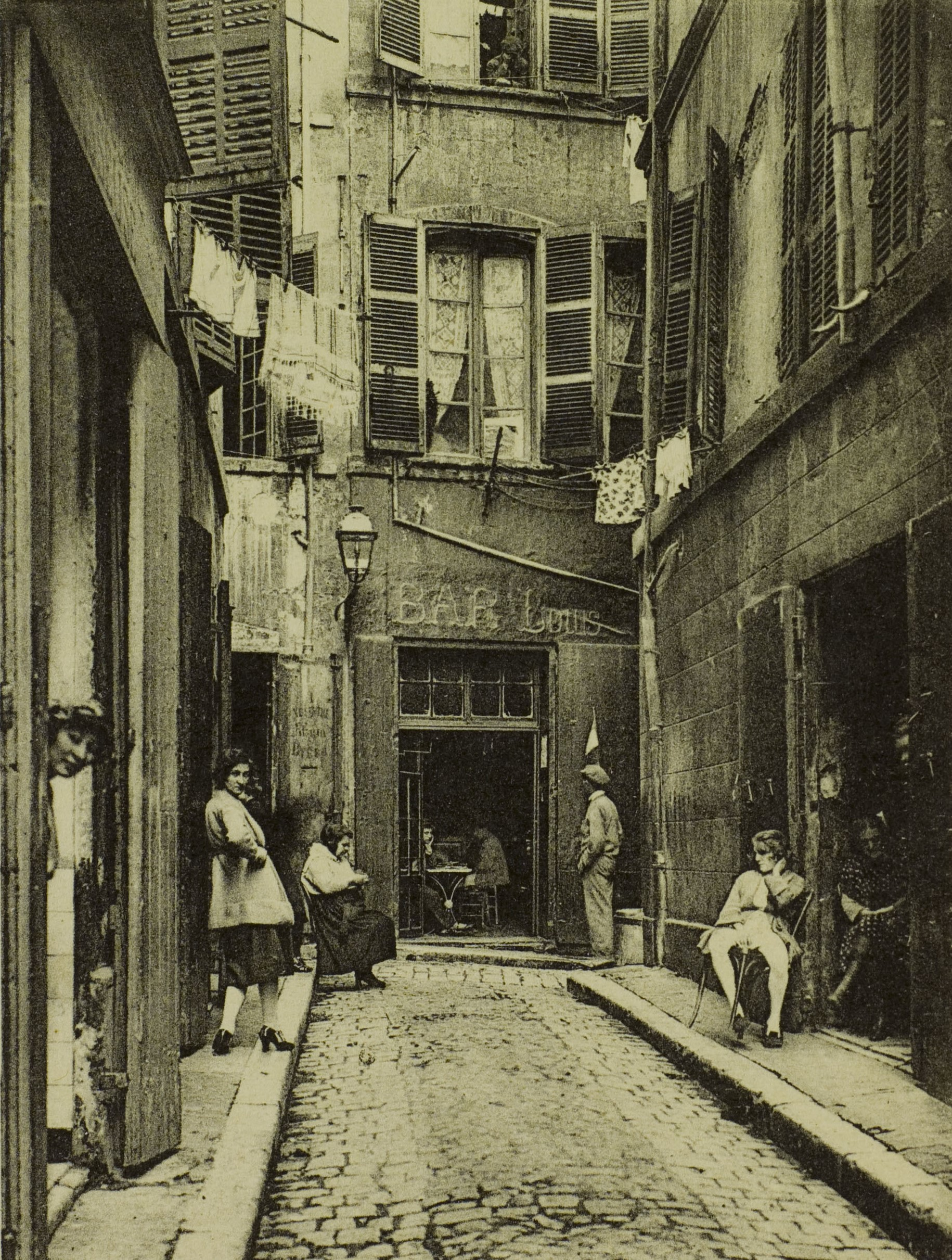
Rue Saint-Laurent
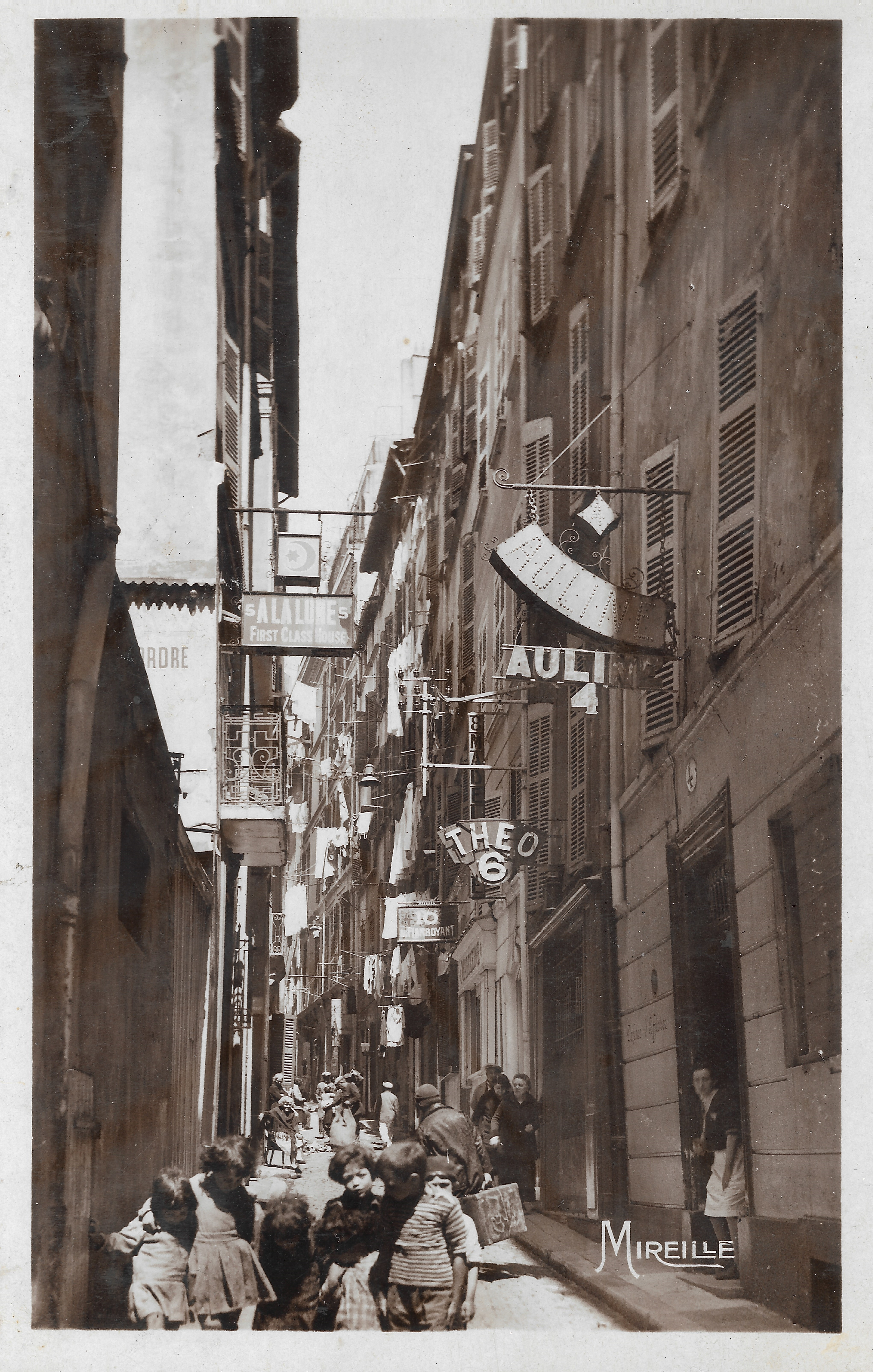
Les maisons closes de la rue de la Reynarde
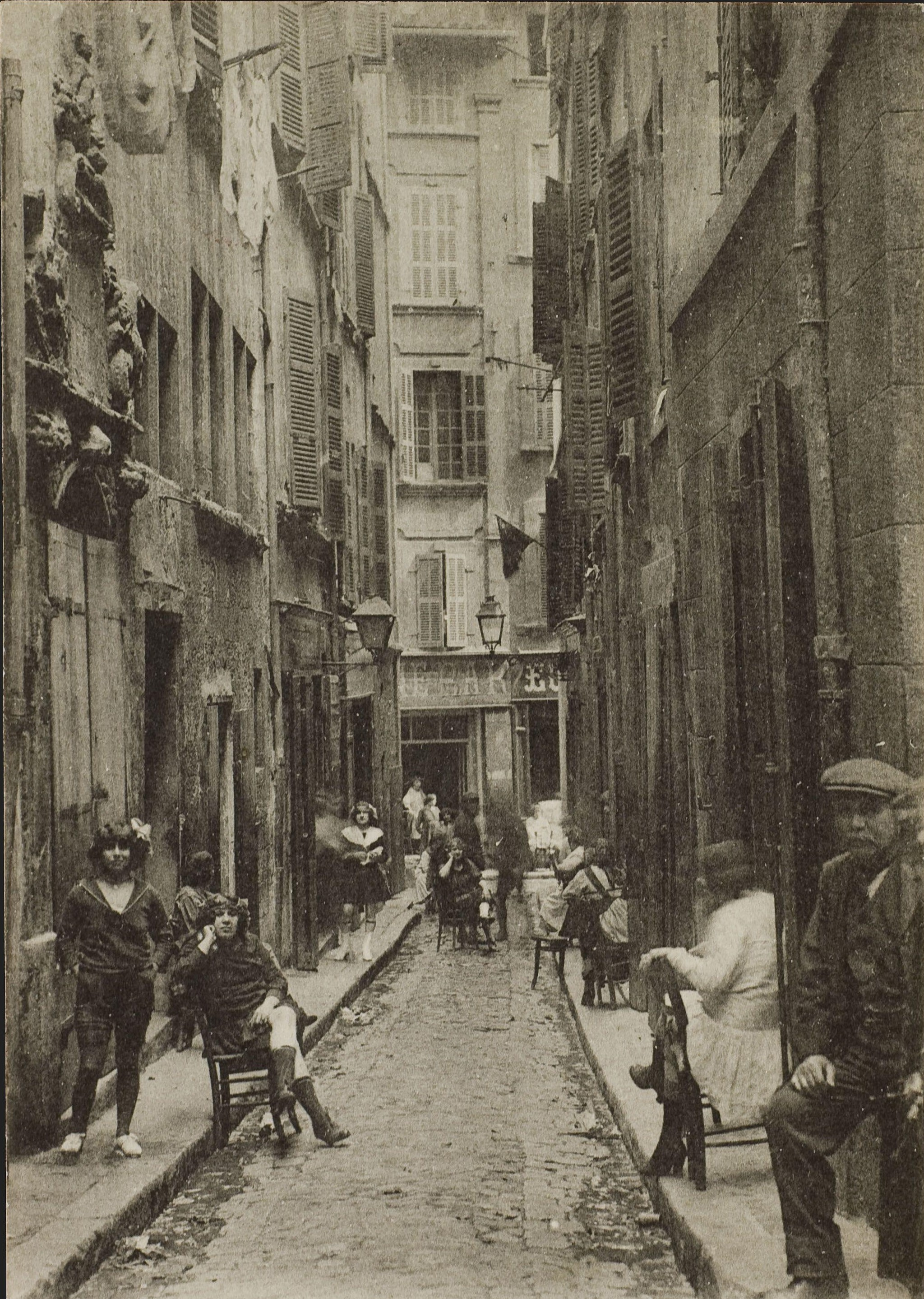
La rue Lanternerie vers 1900
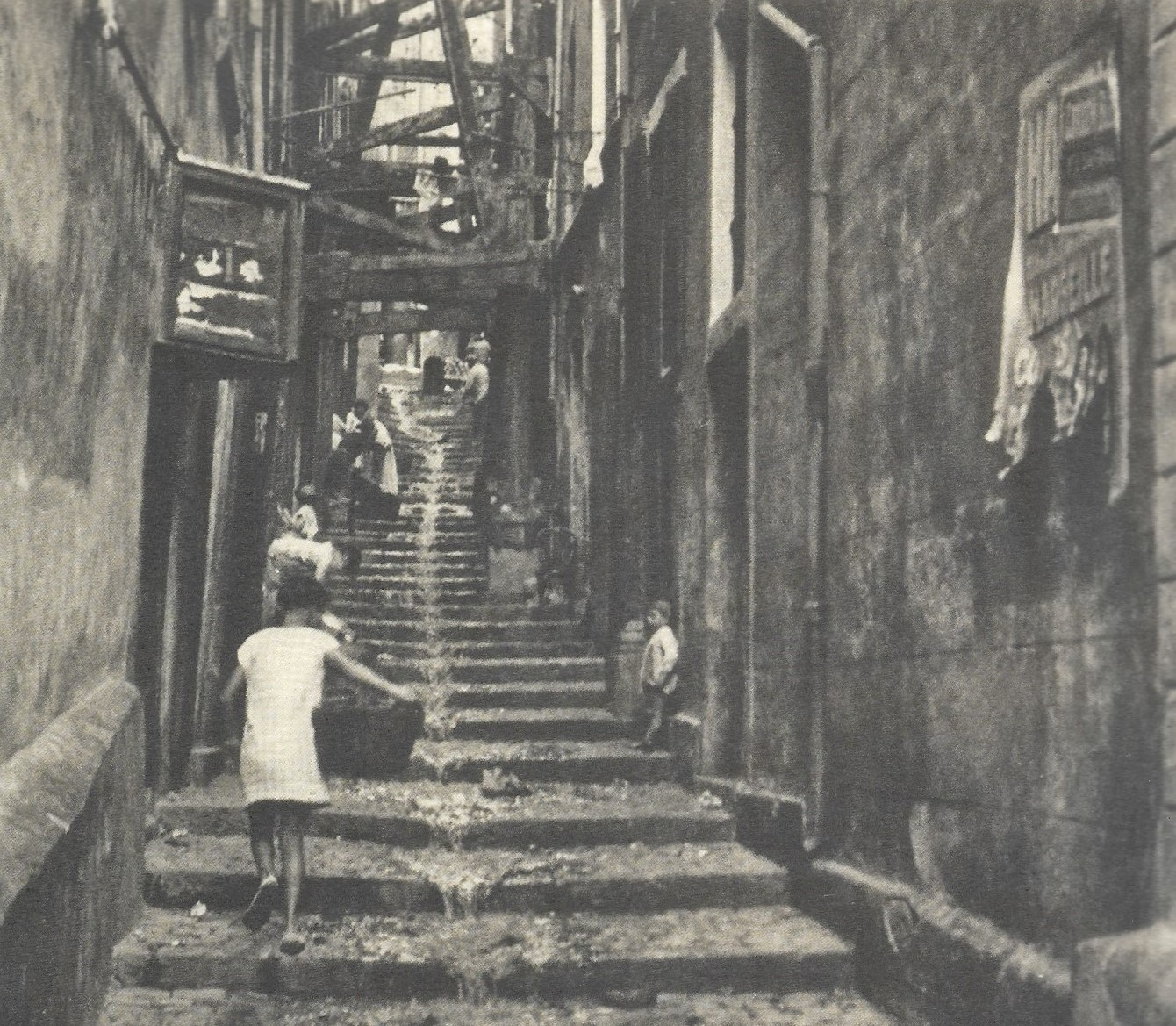
Rue Figuier-de-Cassis
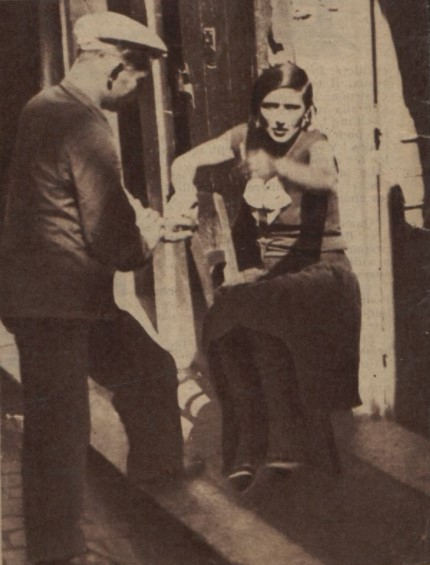
Une fille et son client
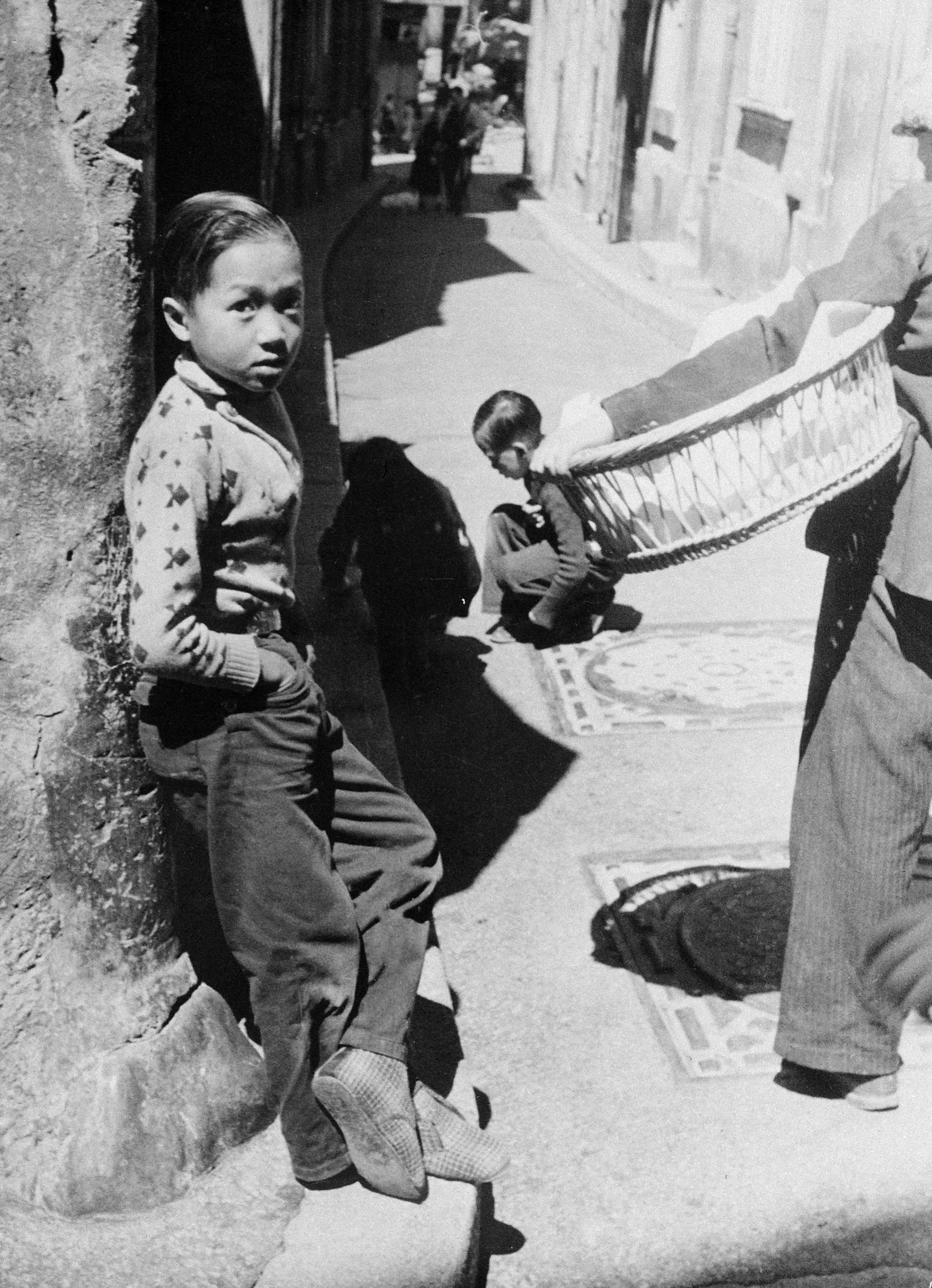
Enfant indochinois dans une ruelle du quartier
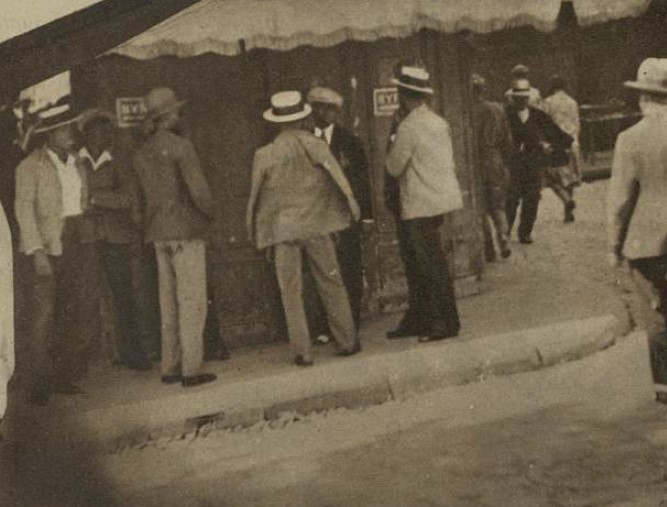
Groupe d'Antillais sur la place Vivaux
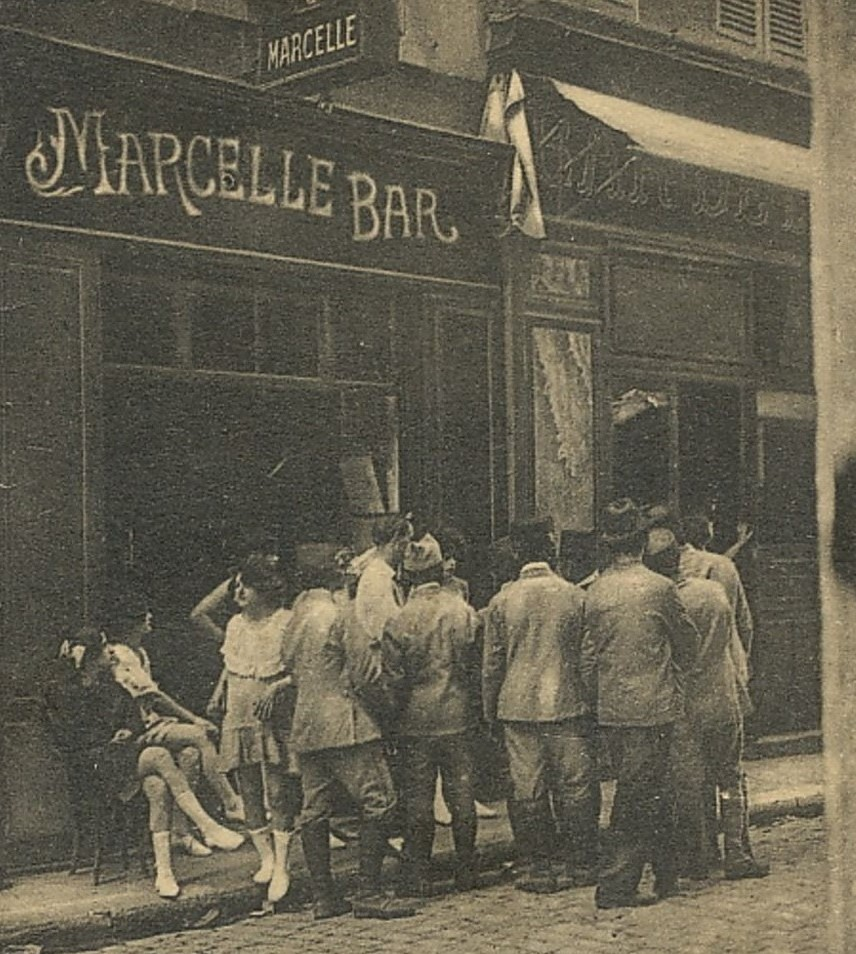
Le Marcelle Bar dans la rue Bouterie
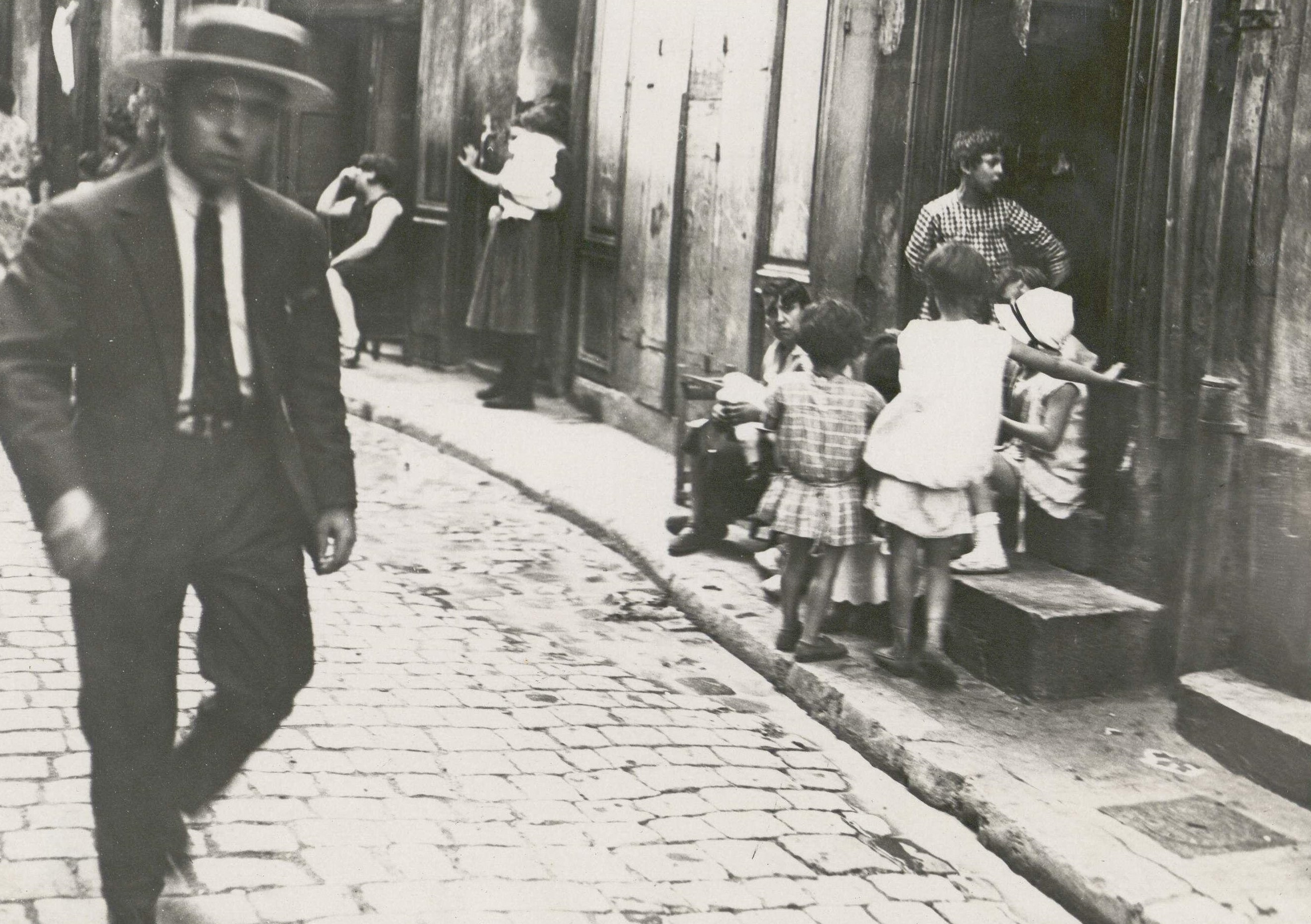
Rue Bouterie
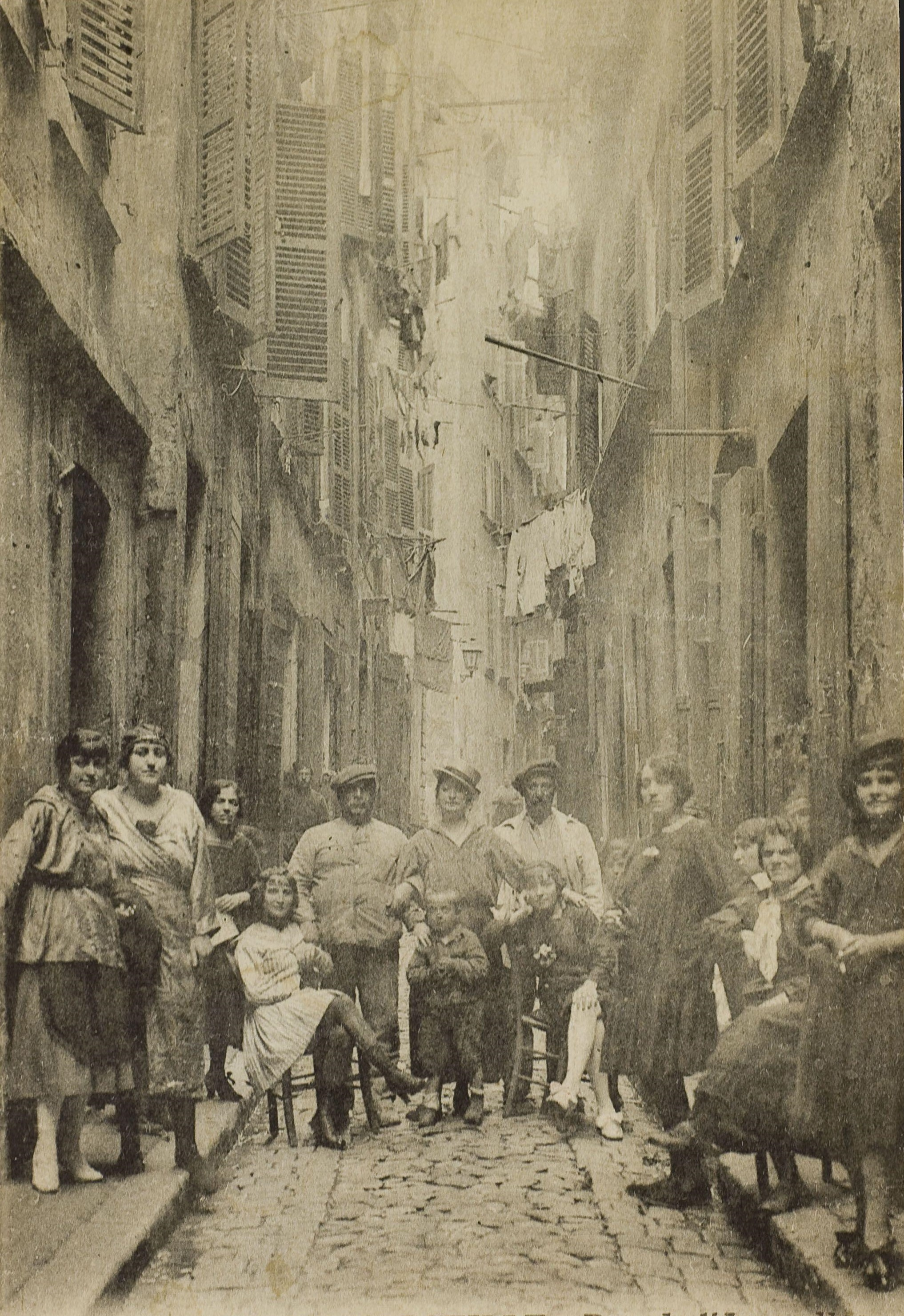
Rue de l'Amandier
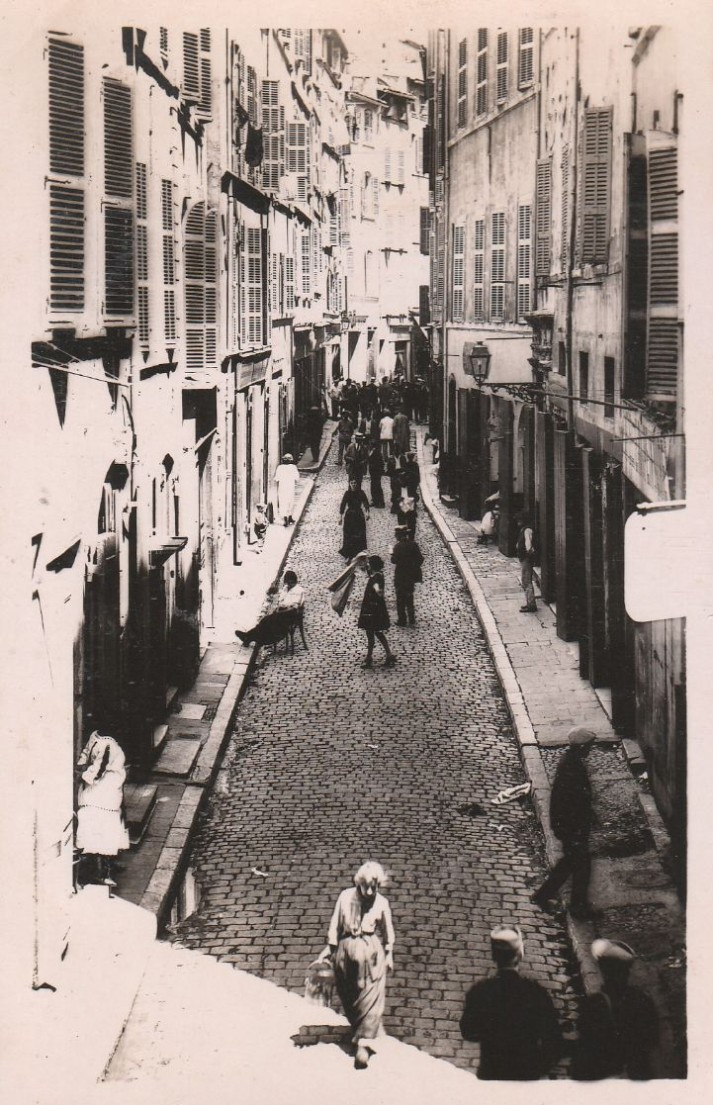
Rue Bouterie
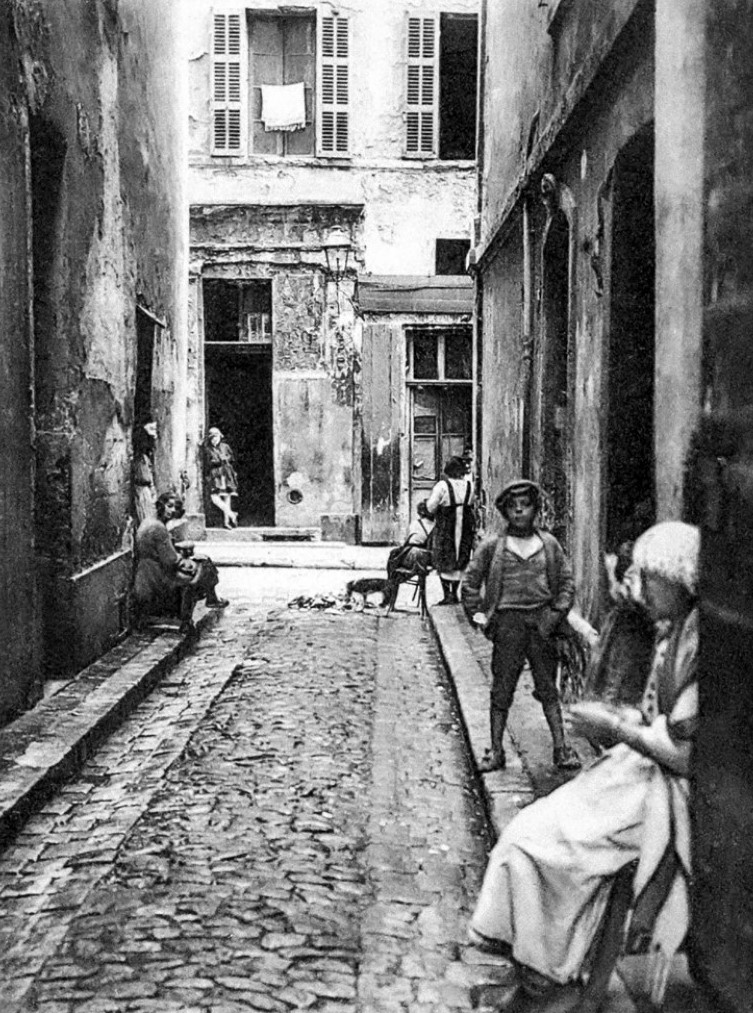
La rue Lanternerie à la fin du 19e siècle
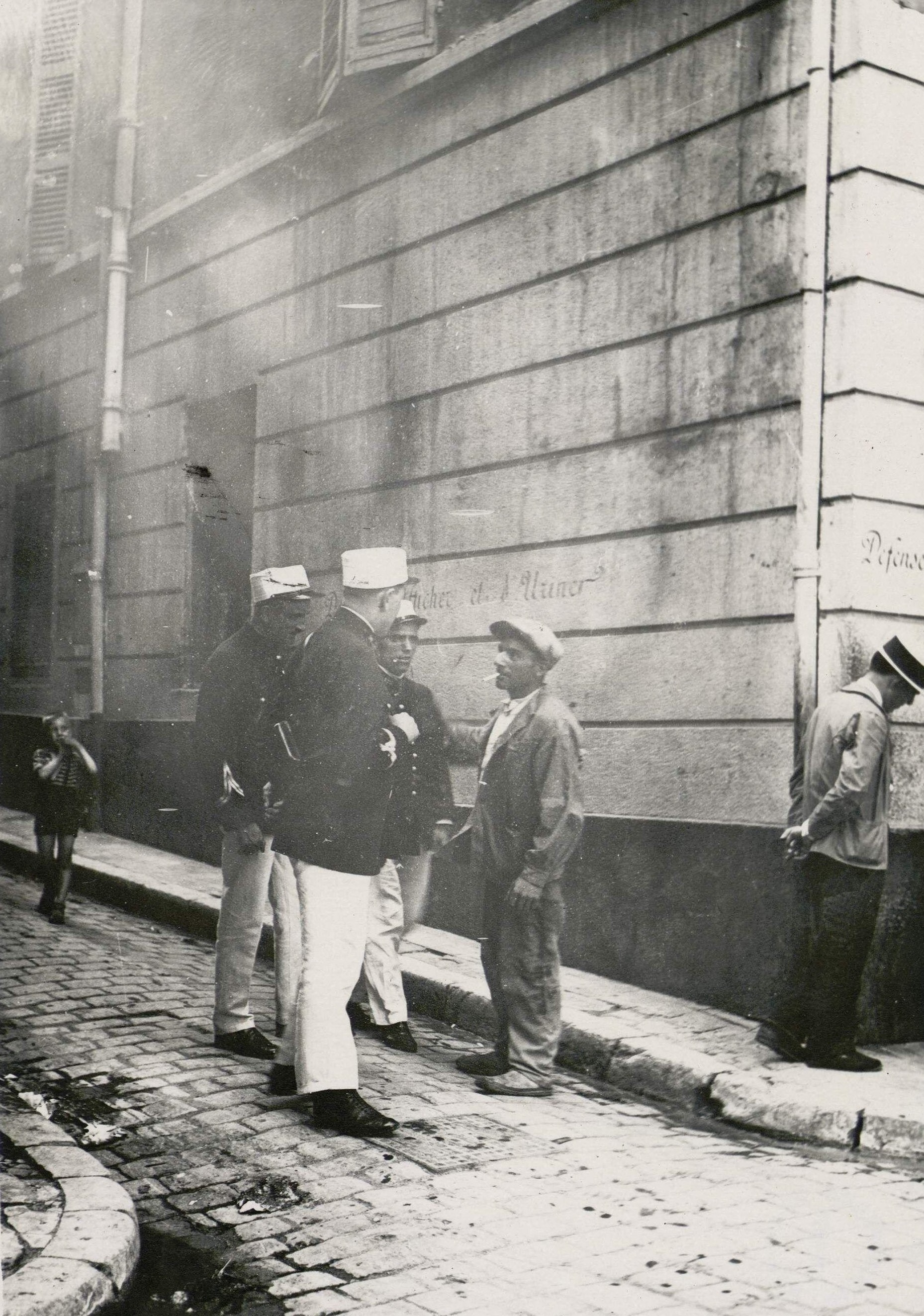
Trois légionnaires dans la rue de la Reynarde
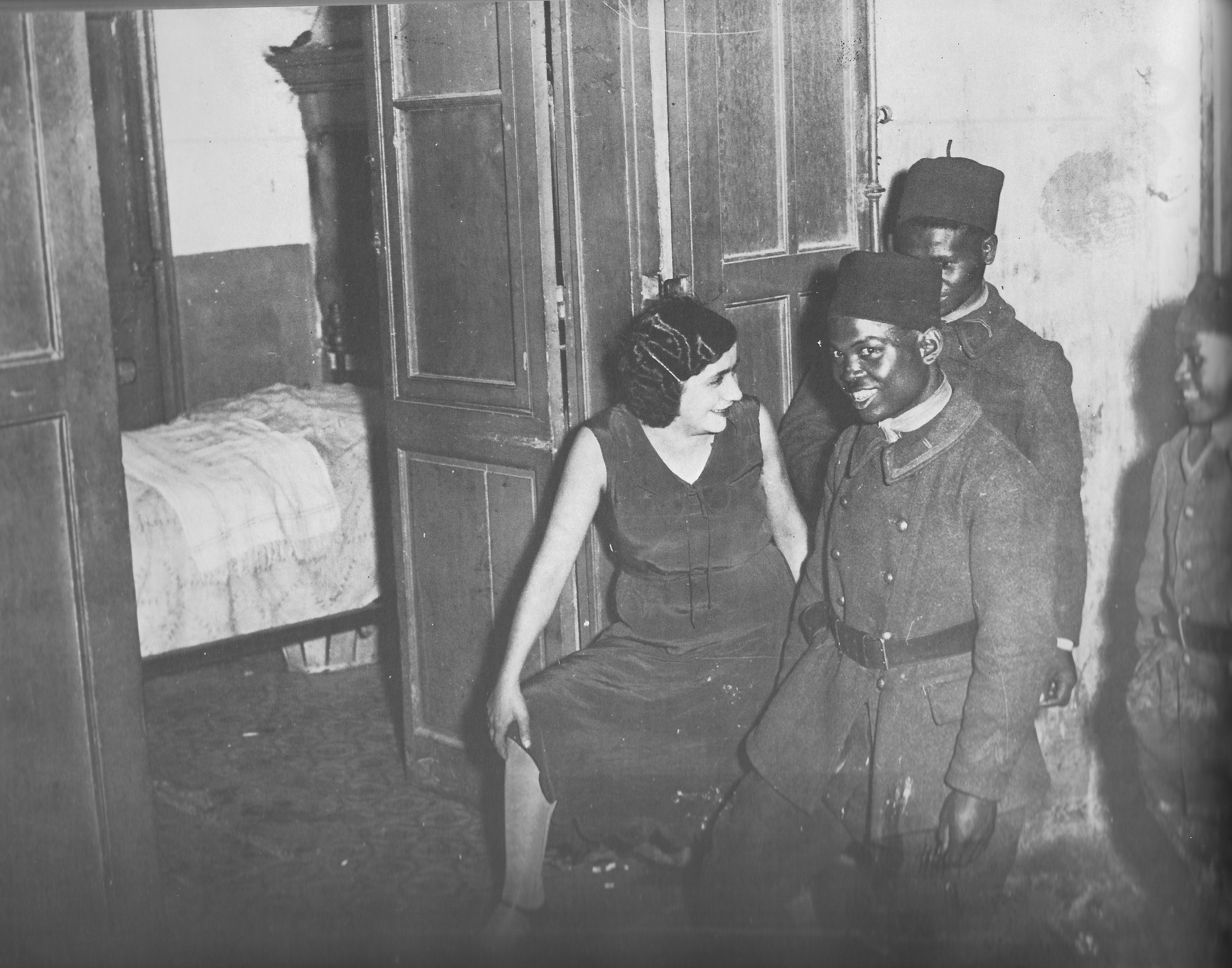
Tirailleurs sénégalais devant un "magasin de passe"
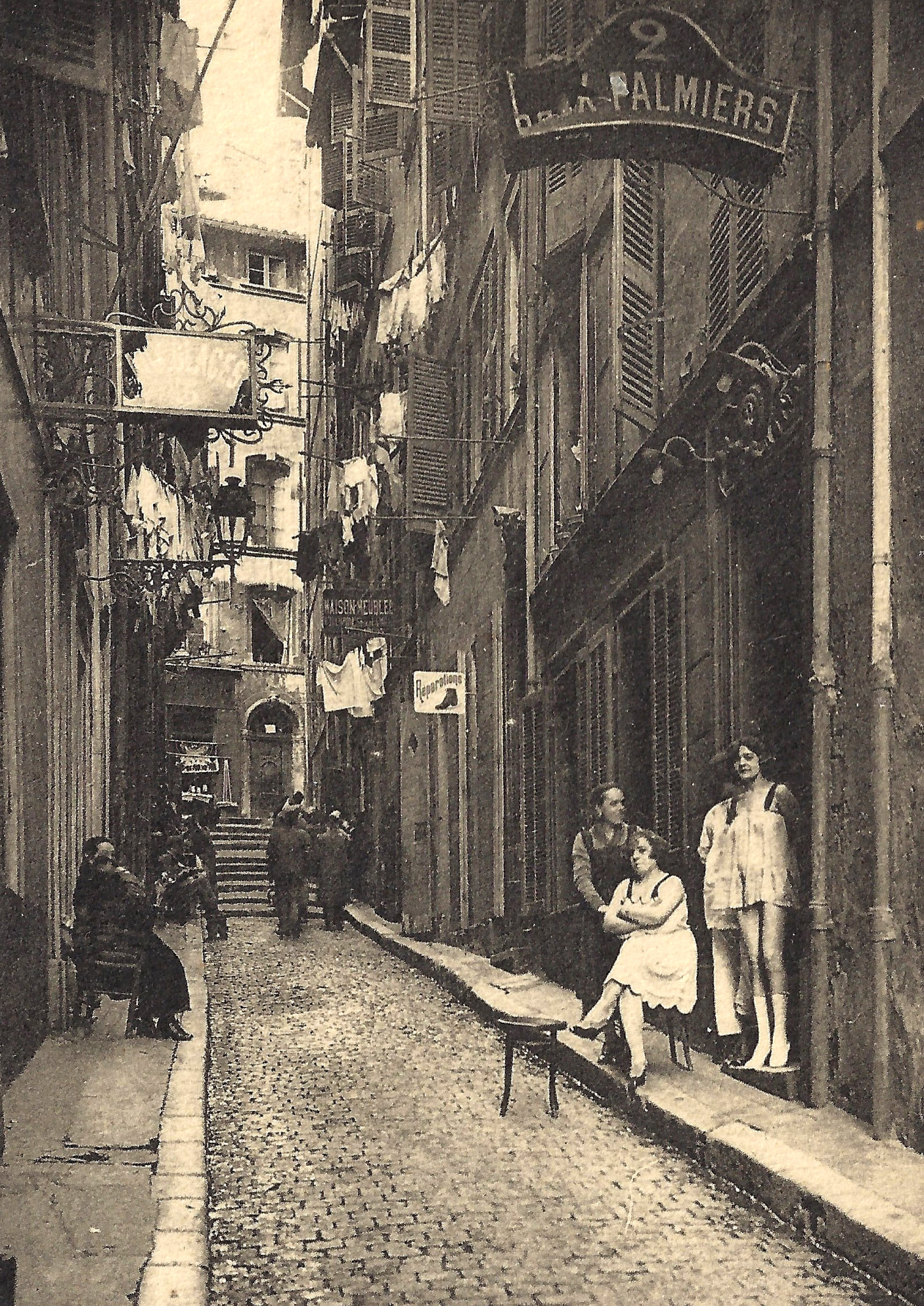
Rue de Bourgogne

## Artistes et intellectuels
Cette liste alphabétique, non exhaustive, se propose de recenser tous les artistes, peintres, écrivains, poètes, cinéastes et philosophes ayant, de source sûre et documentée, fréquenté le Quartier Réservé de Marseille. Cette liste se base notamment, mais pas uniquement, sur les travaux de Martin Huc dans son ouvrage Marseille Interdite. 1878/1943 : histoire du Quartier Réservé.
Alibert (1889-1951, chanteur), Alphonse Allais (1854-1905, écrivain), Pierre Ambrogiani (1907-1985, peintre), Albert André (1869-1954, peintre), Paul Arène (1843-1896, poète), Antonin Artaud (1896-1948, poète), Louis Audibert (1880-1983, peintre), Gabriel Audisio (1900-1978, poète)
Jean Ballard (1893-1973, écrivain), Maurice Baquet (1911-2005, musicien), Herbert Bayer (1900-1985, photographe), Jean Bazal (1907-2002, reporter), Eugène Beaudouin (1898-1983, architecte), Simone de Beauvoir (1908-1986, philosophe), Denise Bellon (1902-1999, photographe), Walter Benjamin (1892-1940, philosophe), Valère Bernard (1860-1936, peintre), François Berthet (musicien), Horace Bertin (1842-1917, poète), Antonin Berval (1891-1966, acteur), George Besson (1882-1971, critique d'art), Dora Bianka (1895-1979, peintre), Ernst Bloch (1885-1977, philosophe), Pierre Boucher (1908-2000, photographe), Emmanuel Bourcier (écrivain), Jacques-Laurent Bost (1916-1990, cinéaste), Marcel Bovis (1905-1997, photographe), Louis Brauquier (1900-1976, poète), Marcel Brion (1895-1984, écrivain), Adolphe Brisson (1860-1925, reporter), Edward Burra (1905-1976, peintre)
Séverin Cafferra (1863-1930, artiste de pantomime), Charles Camoin (1879-1965, peintre), Francis Carco (1886-1958, écrivain), Gaston Castel (1886-1971, architecte), Alberto Cavalcanti (1987-1982, cinéaste), Ignacio Carral (reporter), Louis-Ferdinand Céline (1894-1961, écrivain), Blaise Cendrars (1887-1961, écrivain), Jacques Chabannes (1900-1994, producteur et réalisateur), Champfleury (1821-1889, écrivain), William Chappel (peintre), Edmonde Charles-Roux (1920-2016, écrivaine), Maryse Choisy (1903-1979, écrivaine), Charles Clément (1889-1972, peintre), Jean Cocteau (1889-1963, poète); Léon Courbouleix (1887-1972, peintre), Pierre-Antoine Cousteau (1906-1958, reporter)
Henri Danjou (reporter), Louis Delluc (1890-1924, cinéaste), André Dignimont (1891-1965, peintre), Roland Dorgelès (1885-1973, écrivain), Albert Dubout (1905-1976, illustrateur), Raoul Dufy (1877-1953, peintre), Isadora Duncan (1877-1927, danseuse)
Michel Economou (1888-1933, peintre), Oscar Eichacker (1881-1961, sculpteur), Paul Eluard (1895-1952, poète), Jean Epstein (1897-1953, cinéaste), Egon Erwin Kisch (1885-1948, écrivain)
Oscar Fabrès (illustrateur), Élie Faure (1873-1937, critique d'art), Antoine Ferrari (1910-1995, peintre), Ricardo Florès (1878-1918, peintre), Tsugouharu Foujita (1886-1968, peintre), Bruno Frank (1887-1945, écrivain), Ellen Frank (1904-1999, actrice)
André Gaillard (1898-1929, poète), Carmine Gallone (1885-1973, cinéaste), Simon Gantillon (1887-1961, dramaturge), Jean Genet (1910-1986, écrivain), Mark Gertler (1891-1939, peintre), Antoine Gianelli (peintre), Tim Gidal (photographe), André Gide (1869-1951, écrivain), Sigfried Giedion (1888-1968, photographe), Louis Gillet (1976-1943, historien de l'art), Maurice Gleize (1898-1974, cinéaste), Mary Jayne Gold (1909-1997, écrivaine), Léon-Gabriel Gros (1905-1985, poète), Henry de Groux (1866-1930, peintre)
Christian Harrel-Courtès (écrivain), Frances Hodgkins (peintre), Clovis Hugues (poète), Pierre Humbourg, (écrivain)
Edmond Jaloux (écrivain), Arthur Jeffress (critique d'art), Joseph Joffo (écrivain)
Nikos Kavvadias (poète), Barbara Ker-Seymer (photographe), Moïse Kisling (peintre), Siegfried Kracauer (écrivain), Germaine Krull, (photographe)
Chas Laborde (illustrateur), Le Corbusier (architecte), Jean Le Houerf (architecte), Jeanne Leonetti (écrivaine), Marcel Leprin, (peintre), Robert Levesque (écrivain), Léopold Lévy (peintre), André Lhote (peintre), Alfred Lombard (peintre), Geo London (reporter), Albert Londres (reporter), Fabien Loris (acteur); Jean Lorrain (écrivain), Éli Lotar (photographe)
Pierre Mac Orlan (écrivain), Henri Mahé (peintre), Jean Malaquais (écrivain), Victor Margueritte (écrivain), Albert Marquet (peintre), Pierre Marseille (peintre), Henri Matisse (peintre), Guy de Maupassant (écrivain), Claude McKay (écrivain), Edgar Mélik (peintre), Laszlo Moholy-Nagy (photographe), Marcel Montarron (reporter), Eugène Montfort (écrivain)
Paul Nash (écrivain), Philipp Naviasky (écrivain), Fred Pailhès (peintre), Roger Parry (photographe), Jules Pascin (peintre), Gen Paul(peintre), Édouard Peisson (écrivain), Henri Plessis (artiste de pantomime), Alek Plunian (écrivaine), Fernand Pouillon (architecte)
Man Ray (photographe), Lucien Rebatet (écrivain), Max Reichmann (cinéaste), Carlo Rim (reporter), Joseph Roth (écrivain), Louis Roubaud (écrivain), Lucien Roudier (peintre), Louis Rouffe (artiste de pantomime)
Georges Saint-Bonnet (écrivain), A.W. Sandberg (cinéaste), Jean-Paul Sartre (philosophe), Hélène Saurel (écrivaine), Marcel Sauvage (écrivain), Vincent Scotto (musicien), Anna Seghers (écrivaine), Serge (illustrateur), Séverine (reporter), Émile Sicard (poète), Georges Simenon (écrivain), William Somerset Maugham (écrivain), André Suarès (poète), Jules Supervielle (poète)
Toé (illustrateur), Jean Tourette (critique d'art), Maurice Tourneur (cinéaste), Félicien Trewey (artiste de pantomime), Kurt Tucholsky (écrivain)
Milivoj Uzelac (peintre)
Paul Valéry (poète), Kees Van Dongen (peintre), Louis-Mathieu Verdilhan (peintre), Maurice de Vlaminck (peintre)
Edward Wadsworth (peintre), Evelyn Waugh (écrivain), Basil Woon (reporter), Richard Wyndham (peintre)

## Galerie graphique
Le Quartier Réservé fut l'objet de très nombreuses toiles, aquarelles et illustrations dans la première moitié du 20e siècle, par des artistes très variés venus de Marseille, de Paris, de Grande-Bretagne, d'Europe de l'Est ou d'ailleurs. Voici un petit échantillon des œuvres produites.

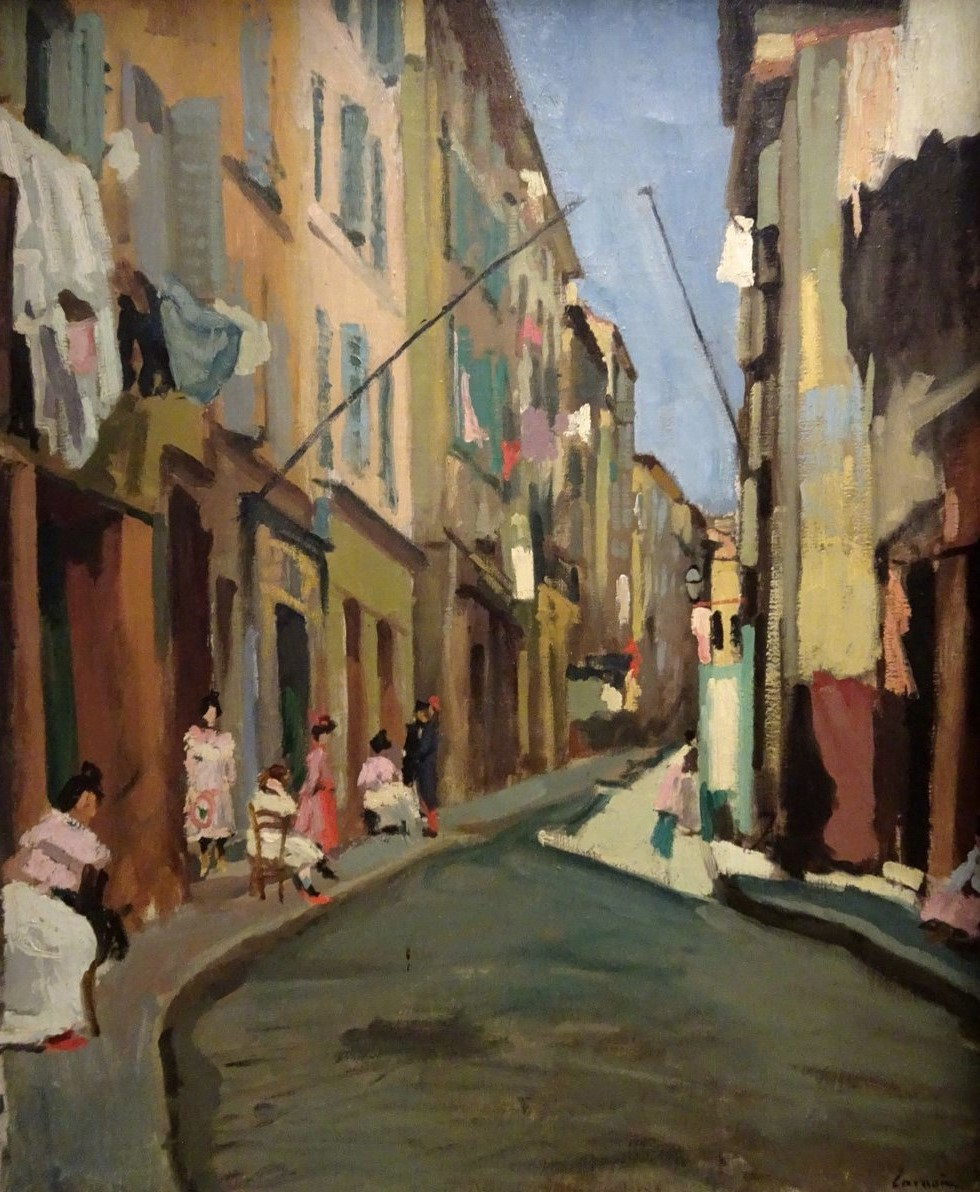
Charles Camoin, la rue Bouterie à Marseille (1904)
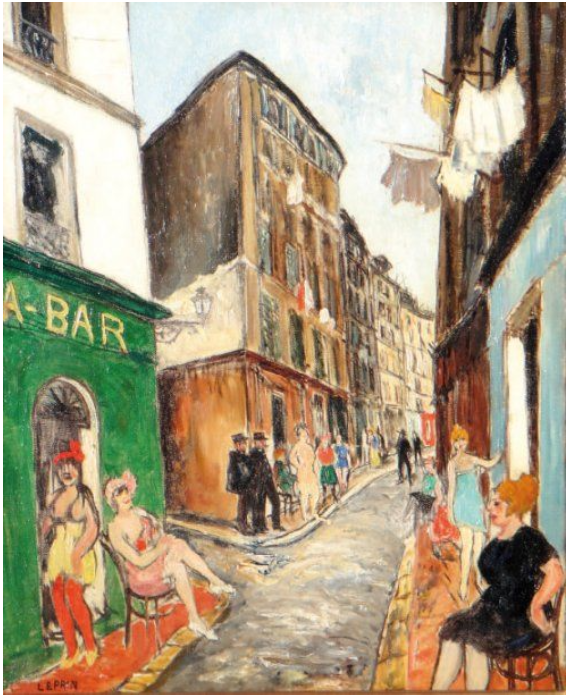
Marcel Leprin, rue Bouterie
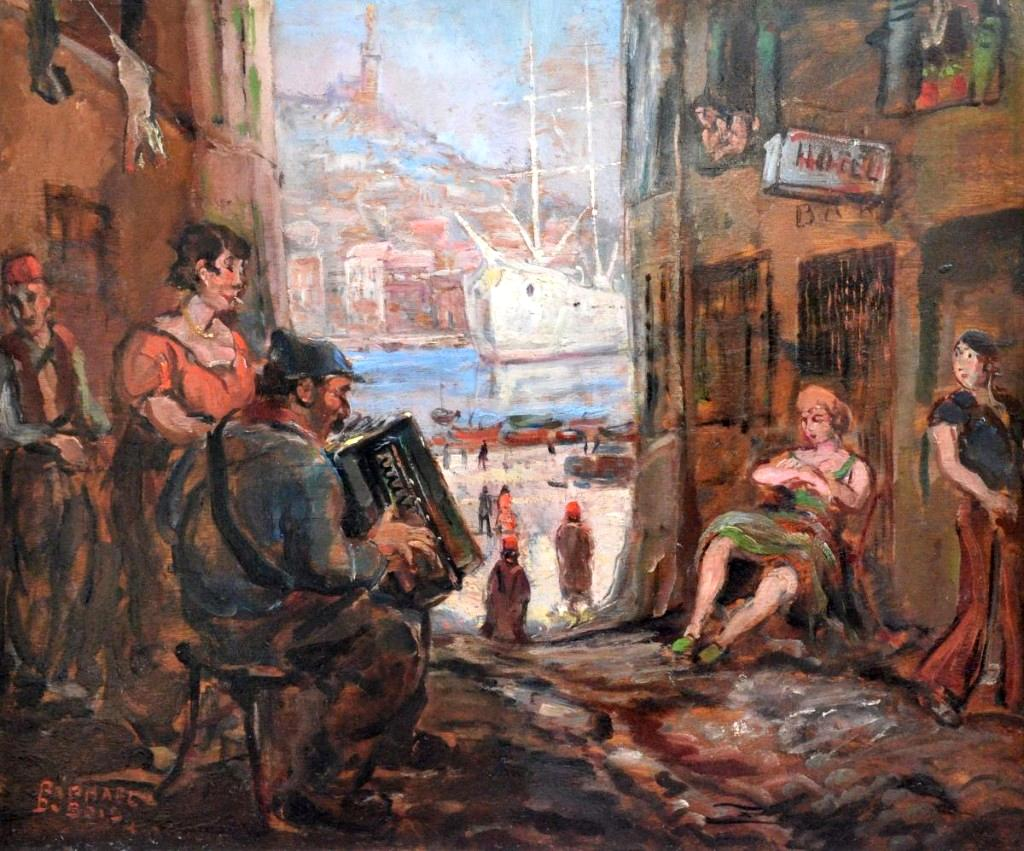
Raphaël Dubois
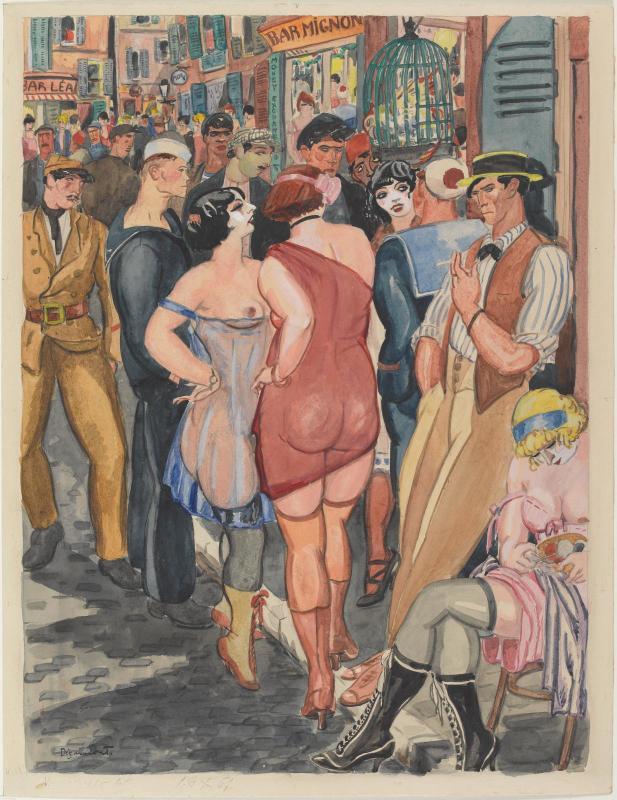
André Dignimont, 1931
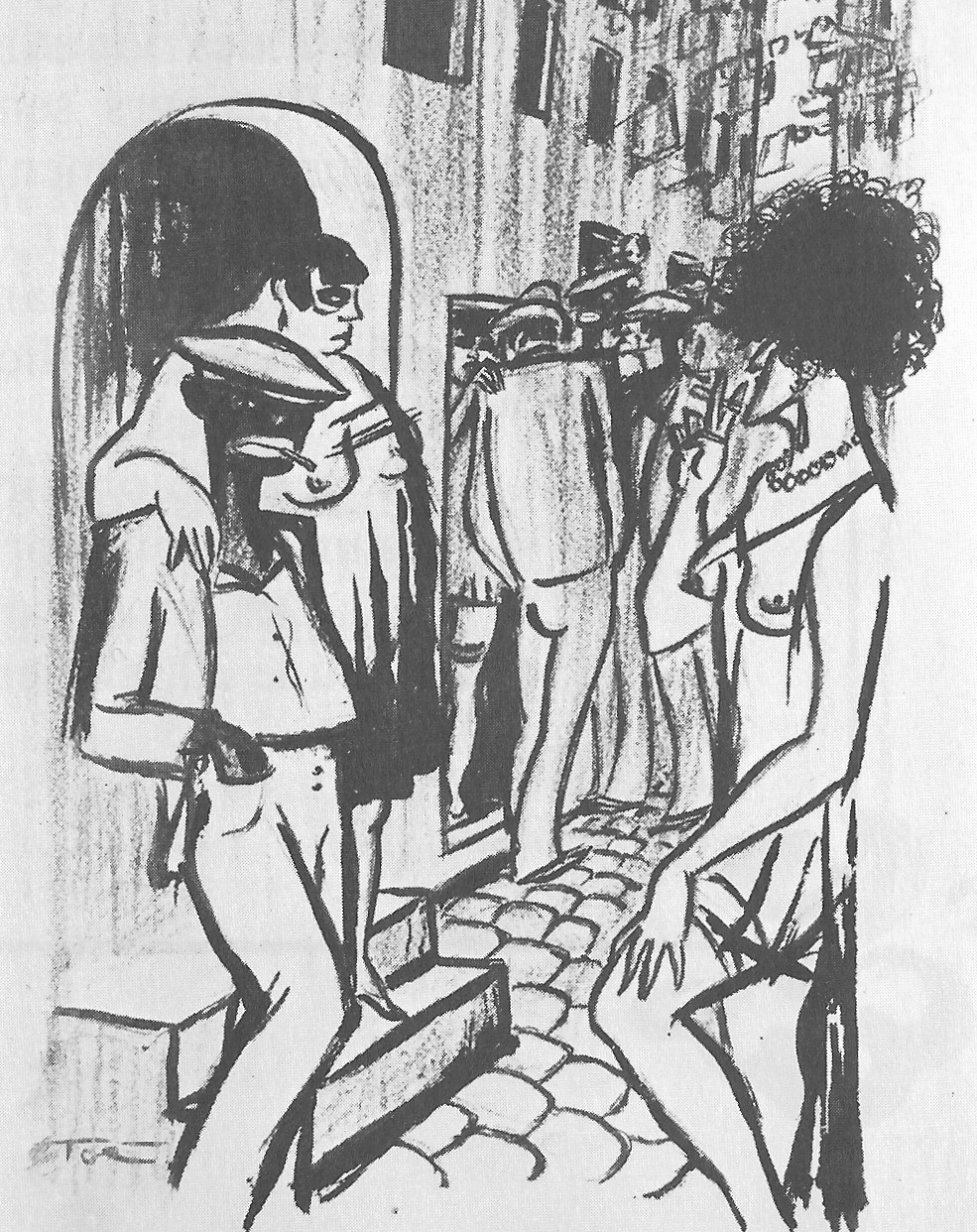
Toë, le Quartier Réservé
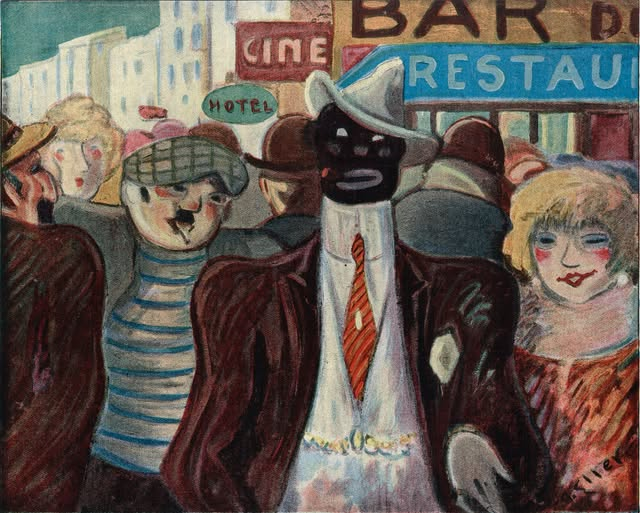
Lucien Roudier, Le Rire (1926)
Albert Dubout, Le Rire (1933)
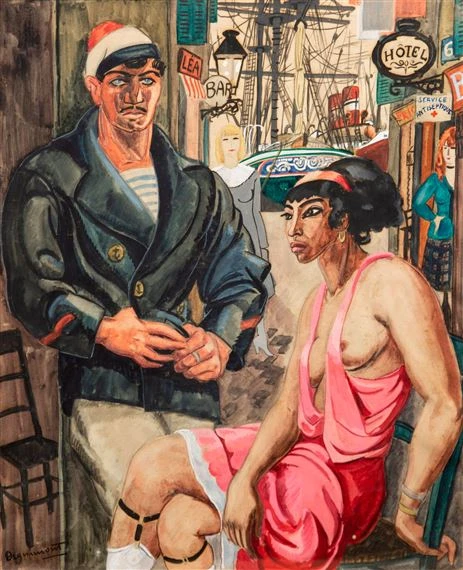
André Dignimont, L'escale
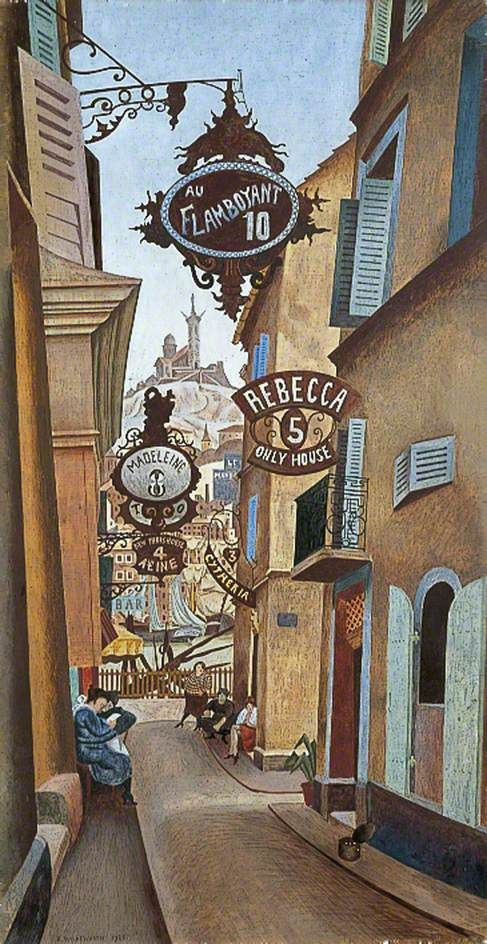
Edward Wadsworth, Rue de la Reynarde (1925)
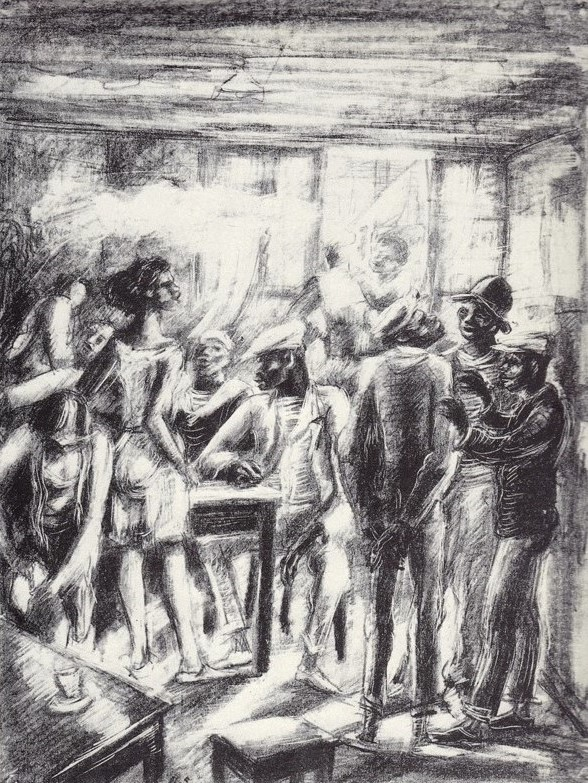
Charles Clément, Bar nègre à Marseille (1931)
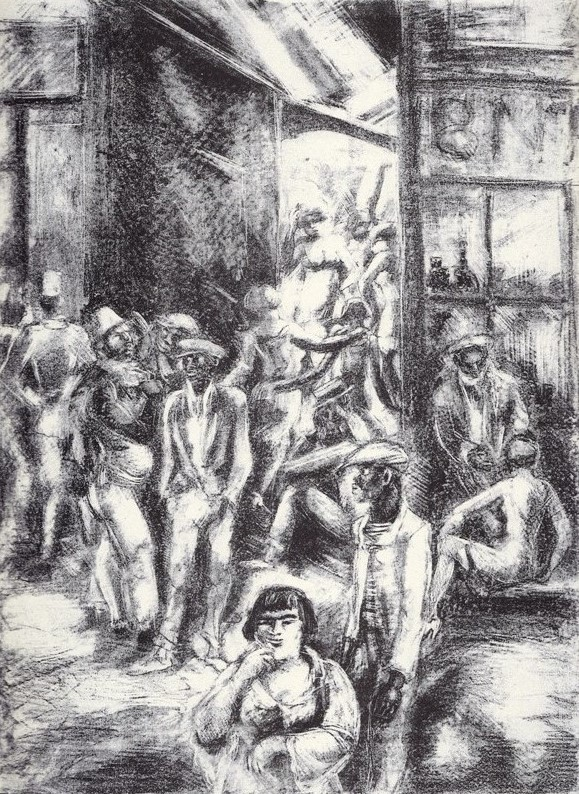
Charles Clément, rue Bouterie (1931)
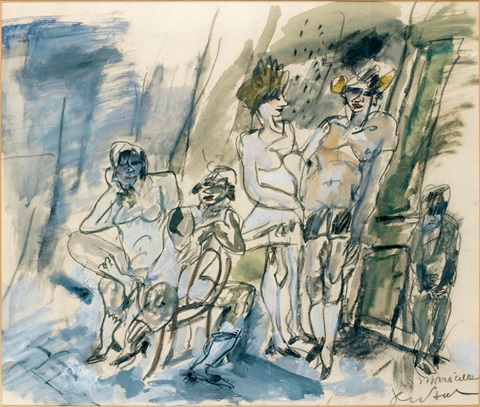
Gen Paul, Les filles de joies à Marseille
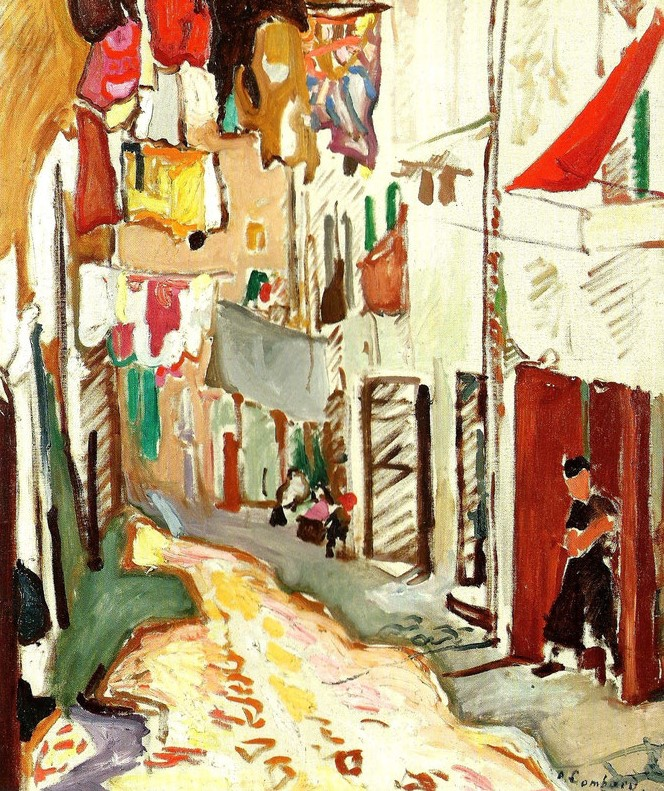
Alfred Lombard, rue Bouterie (1907)
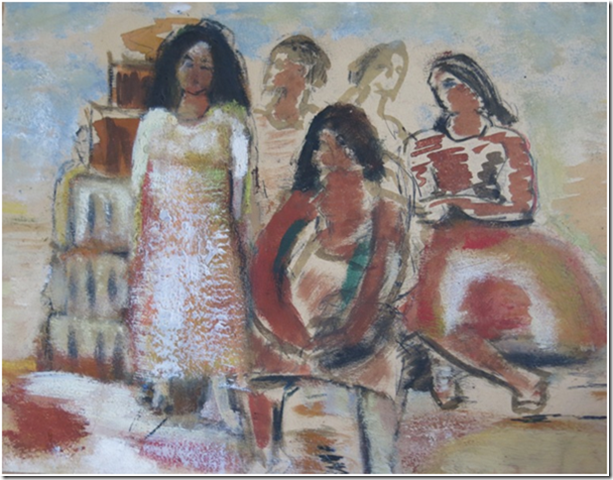
Edgar Melik, 1934
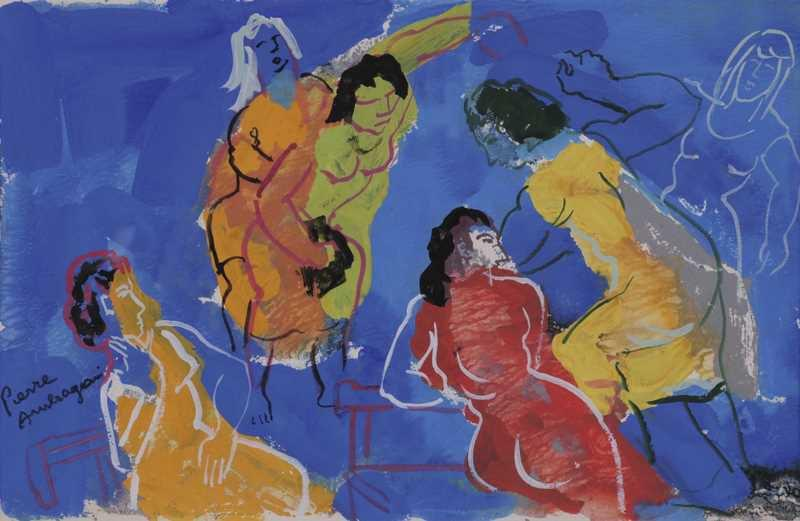
Pierre Ambrogiani, Aguicheuses rue Bouterie (1932)
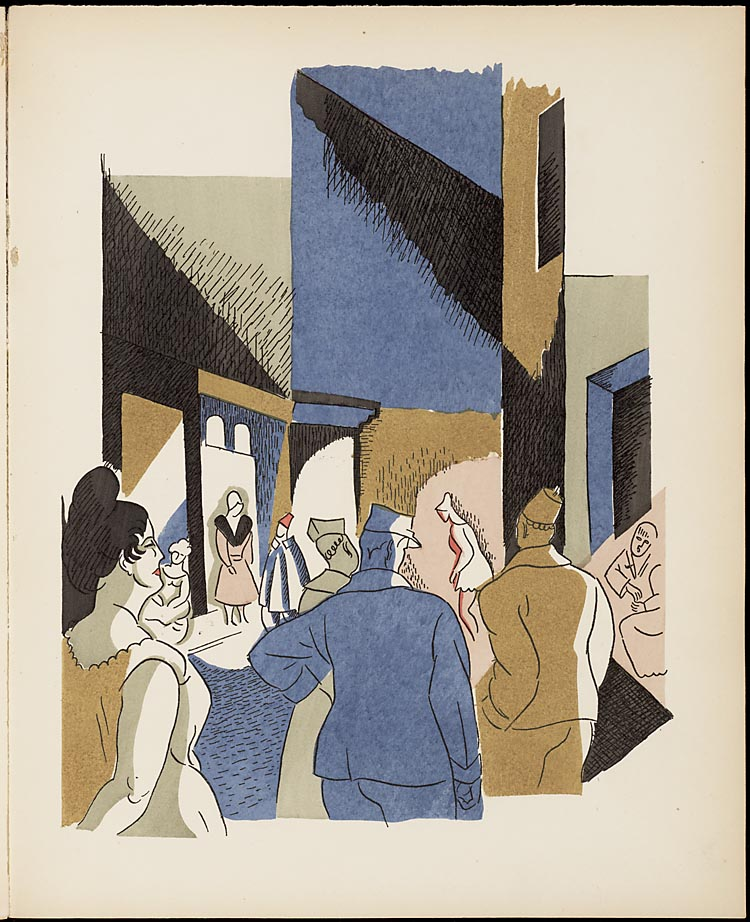
André Lhote, Escale (1920)
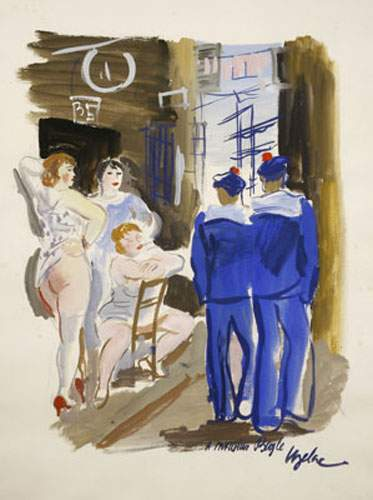
Milivoj Uzelac, Une rue chaude à Marseille